# Priboj (gmina Vladičin Han)
Priboj (cyr. Прибој) – wieś w Serbii, w okręgu pczyńskim, w gminie Vladičin Han. W 2011 roku liczyła 296 mieszkańców.